# Wiewiórolot
Wiewiórolot (Aeromys) – rodzaj ssaków z podrodziny wiewiórek (Sciurinae) w obrębie rodziny wiewiórkowatych (Sciuridae).

## Rozmieszczenie geograficzne
Rodzaj obejmuje gatunki występujące w południowo-wschodniej Azji.

## Morfologia
Długość ciała (bez ogona) 300–385 mm, długość ogona 370–443,5 mm; masa ciała 1,1–1,4 kg.

## Systematyka
Rodzaj zdefiniowali w 1915 roku brytyjscy zoolodzy Herbert Christopher Robinson i Cecil Boden Kloss w artykule zatytułowanym Aeromys, nowy rodzaj polatuch, opublikowanym w czasopiśmie „Journal of the Federated Malay States Museums”. Gatunkiem typowym jest (oryginalne oznaczenie) wiewiórolot czarny (A. tephromelas).

### Etymologia
Aeromys: gr. αηρ aēr, αερος aeros ‘powietrze’; μυς mus, μυος muos ‘mysz’.

### Podział systematyczny
Do rodzaju należą następujące gatunki:
| Grafika | Gatunek             | Autor i rok opisu  | Nazwa zwyczajowa       | Podgatunki         | Rozmieszczenie geograficzne | Podstawowe wymiary                       | Status IUCN |
| ------- | ------------------- | ------------------ | ---------------------- | ------------------ | --- | ---------------------------------------- | ----------- |
|         | Aeromys tephromelas | (A. Günther, 1873) | wiewiórolot czarny     | 2 podgatunki       | półwyspowa Malezja (wraz z wyspą Penang), północna Sumatra (wraz z wyspą Siberut), rozproszone populacje w północnym, zachodnim i wschodnim Borneo; być może północna Tajlandia | DC: 37–38 cm DO: 39–44 cm MC: 1,1–1,2 kg | DD          |
|         | Aeromys thomasi     | (Hose, 1900)       | wiewiórolot borneański | gatunek monotypowy | Borneo, za wyjątkiem południowej części (Indonezja, Malezja i Brunei); zakres wysokości: do 1600 m n.p.m.                                                                       | DC: 30–36 cm DO: 37–41 cm MC: 1,1–1,4 kg | LC          |

Kategorie IUCN:  LC  – gatunek najmniejszej troski,  DD  – gatunki o nieokreślonym stopniu zagrożenia.